# D.A.F.T.: A Story About Dogs, Androids, Firemen and Tomatoes
D.A.F.T.: A Story About Dogs, Androids, Firemen and Tomatoes è una serie di video del duo francese di musica elettronica Daft Punk pubblicato il 15 novembre 1999, che presenta sei video musicali dal loro album Homework. Anche se il titolo deriva dalla presenza di cani ("Da Funk" e "Fresh"), androidi ("Around the World"), pompieri ("Burnin") e pomodori ("Revolution 909") nel video, non è presente nessuna trama che connetta gli episodi tra loro.

## Lista dei video
- "Da Funk"
- "Around the World"
- "Burnin"
- "Revolution 909"
- "Fresh"
- "Rollin' & Scratchin'" (Live in L.A.)